# Lliga catalana de bàsquet masculina 1997-1998
Fou la 18a edició de la Lliga catalana de bàsquet. Va suposar la primera victòria del Manresa, en la temporada on també guanyaria la Lliga ACB.

## Primera ronda[1]
24 d'agost, Pavelló Municipal, Vilanova i la Geltrú
| Equip 1  | Marcador | Equip 2 |
| -------- | -------- | ------- |
| Pineda   | 92–65    | Mataró  |
| Cornellà | 84–63    | Andorra |

## Segona ronda[2][3]
25 i 26 d'agost, Pavelló Municipal, Vilanova i la Geltrú
| Equip 1   | Marcador | Equip 2  |
| --------- | -------- | -------- |
| Joventut  | 106–79   | Pineda   |
| Barcelona | 106–45   | Cornellà |

## Quadre de competició
|  | Eliminatòria prèvia  | Eliminatòria prèvia |                      |     | Quarts de final | Quarts de final |  |  | Semifinals | Semifinals |  |  | Final | Final |
|  |                      |                     |                      |     |                 |                 |  |  |            |            |  |  |       |       |
|  |                      |                     |                      |     |                 |                 |  |  |            |            |  |  |       |       |
|  |                      |                     |                      |     |                 |                 |  |  |            |            |  |  |       |       |
|  |                      |                     |                      |     |                 |                 |  |  |            |            |  |  |       |       |
|  |                      |                     |                      |     |                 |                 |  |  |            |            |  |  |       |       |
|  |                      |                     |                      |     |                 |                 |  |  |            |            |  |  |       |       |
|  |                      |                     |                      |     |                 |                 |  |  |            |            |  |  |       |       |
|  |                      |                     |                      |     |                 |                 |  |  |            |            |  |  |       |       |
|  |                      |                     |                      |     |                 |                 |  |  |            |            |  |  |       |       |
|  |                      |                     |                      |     |                 |                 |  |  |            |            |  |  |       |       |
|  | 29 d'agost 19:00 CET |                     |                      |     |                 |                 |  |  |            |            |  |  |       |       |
|  |                      |                     |                      |     |                 |                 |  |  |            |            |  |  |       |       |
|  | TDK Manresa          | 91                  |                      |     |                 |                 |  |  |            |            |  |  |       |       |
|  | TDK Manresa          | 91                  | 24 d'agost 18:30 CET |     |                 |                 |  |  |            |            |  |  |       |       |
|  |                      |                     | FC Barcelona         | 82  |                 |                 |  |  |            |            |  |  |       |       |
|  | BC Andorra           | 64                  | FC Barcelona         | 82  |                 |                 |  |  |            |            |  |  |       |       |
|  | BC Andorra           | 64                  | 26 d'agost 19:30 CET |     |                 |                 |  |  |            |            |  |  |       |       |
|  | Llobregat            | 84                  |                      |     |                 |                 |  |  |            |            |  |  |       |       |
|  | Llobregat            | 84                  | Llobregat            | 64  |                 |                 |  |  |            |            |  |  |       |       |
|  |                      |                     | Llobregat            | 64  |                 |                 |  |  |            |            |  |  |       |       |
|  |                      |                     | FC Barcelona         | 84  |                 |                 |  |  |            |            |  |  |       |       |
|  |                      |                     | FC Barcelona         | 84  |                 |                 |  |  |            |            |  |  |       |       |
|  |                      |                     | 31 d'agost 20:00 CET |     |                 |                 |  |  |            |            |  |  |       |       |
|  |                      |                     |                      |     |                 |                 |  |  |            |            |  |  |       |       |
|  | TDK Manresa          | 77                  |                      |     |                 |                 |  |  |            |            |  |  |       |       |
|  | TDK Manresa          | 77                  |                      |     |                 |                 |  |  |            |            |  |  |       |       |
|  |                      | Festina Joventut    | 76                   |     |                 |                 |  |  |            |            |  |  |       |       |
|  |                      | Festina Joventut    | 76                   |     |                 |                 |  |  |            |            |  |  |       |       |
|  |                      |                     |                      |     |                 |                 |  |  |            |            |  |  |       |       |
|  |                      |                     |                      |     |                 |                 |  |  |            |            |  |  |       |       |
|  |                      |                     |                      |     |                 |                 |  |  |            |            |  |  |       |       |
|  |                      |                     |                      |     |                 |                 |  |  |            |            |  |  |       |       |
|  |                      |                     |                      |     |                 |                 |  |  |            |            |  |  |       |       |
|  |                      |                     |                      |     |                 |                 |  |  |            |            |  |  |       |       |
|  | 29 d'agost 21:00 CET |                     |                      |     |                 |                 |  |  |            |            |  |  |       |       |
|  |                      |                     |                      |     |                 |                 |  |  |            |            |  |  |       |       |
|  | Valvi Girona         | 97                  |                      |     |                 |                 |  |  |            |            |  |  |       |       |
|  | Valvi Girona         | 97                  | 24 d'agost 20:30 CET |     |                 |                 |  |  |            |            |  |  |       |       |
|  |                      |                     | Festina Joventut     | 111 |                 |                 |  |  |            |            |  |  |       |       |
|  | Viatges Aliguer      | 92                  | Festina Joventut     | 111 |                 |                 |  |  |            |            |  |  |       |       |
|  | Viatges Aliguer      | 92                  | 25 d'agost 20:30 CET |     |                 |                 |  |  |            |            |  |  |       |       |
|  | UE Mataró            | 65                  |                      |     |                 |                 |  |  |            |            |  |  |       |       |
|  | UE Mataró            | 65                  | Viatges Aliguer      | 79  |                 |                 |  |  |            |            |  |  |       |       |
|  |                      |                     | Viatges Aliguer      | 79  |                 |                 |  |  |            |            |  |  |       |       |
|  |                      |                     | Festina Joventut     | 106 |                 |                 |  |  |            |            |  |  |       |       |
|  |                      |                     | Festina Joventut     | 106 |                 |                 |  |  |            |            |  |  |       |       |
|  |                      |                     |                      |     |                 |                 |  |  |            |            |  |  |       |       |
|  |                      |                     |                      |     |                 |                 |  |  |            |            |  |  |       |       |
|  |                      |                     |                      |     |                 |                 |  |  |            |            |  |  |       |       |

## Semifinals
| 29 agost 1997 19:00 | Bàsquet Manresa                                                | '91'–82 | FC Barcelona                                                                   | Pavelló Municipal Girona-Fontajau, Girona Assistència: 3.142 espectadors Àrbitres: Mas, Alzuria, Martínez |
| 29 agost 1997 19:00 | Resultat per meitats: 42-33, 49-49                             |         |                                                                                | Pavelló Municipal Girona-Fontajau, Girona Assistència: 3.142 espectadors Àrbitres: Mas, Alzuria, Martínez |
| 29 agost 1997 19:00 | Pts: Sallier 22 Rebs: Sallier 10 Assist: Creus 4 Rec: Alston 3 |         | Pts: Djordjevic 22 Rebs: Nicola, Mustaf 8 Assist: Djordjevic 4 Rec: Rentzias 2 | Pavelló Municipal Girona-Fontajau, Girona Assistència: 3.142 espectadors Àrbitres: Mas, Alzuria, Martínez |

| 29 agost 1997 21:00 | CB Girona                                                              | 97–'111' | Club Joventut de Badalona                                   | Pavelló Municipal Girona-Fontajau, Girona Assistència: 4.269 espectadors Àrbitres: Fernández, Galeron, Guirao |
| 29 agost 1997 21:00 | Resultat per meitats: 51-50, 46-61                                     |          |                                                             | Pavelló Municipal Girona-Fontajau, Girona Assistència: 4.269 espectadors Àrbitres: Fernández, Galeron, Guirao |
| 29 agost 1997 21:00 | Pts: Middleton 21 Rebs: Solana 6 Assist: D. Johnson 6 Rec: Middleton 4 |          | Pts: Turner 23 Rebs: Beard 15 Assist: Turner 6 Rec: Beard 5 | Pavelló Municipal Girona-Fontajau, Girona Assistència: 4.269 espectadors Àrbitres: Fernández, Galeron, Guirao |

## Final
| 31 agost 1997 20:00 | Bàsquet Manresa                                                     | '77'–76 | Club Joventut de Badalona                                                 | Pavelló Municipal Girona-Fontajau, Girona Assistència: 3.000 espectadors Àrbitres: Mas, Mitjana, Amorós |
| 31 agost 1997 20:00 | Resultat per meitats: 42–36, 35–40                                  |         |                                                                           | Pavelló Municipal Girona-Fontajau, Girona Assistència: 3.000 espectadors Àrbitres: Mas, Mitjana, Amorós |
| 31 agost 1997 20:00 | Pts: Alston 20 Rebs: Alston 12 Assist: Jones 4 Rec: Jones, Alston 2 |         | Pts: Turner 18 Rebs: Johnson 7 Assist: Turner 3 Rec: Sanmartín, Toolson 3 | Pavelló Municipal Girona-Fontajau, Girona Assistència: 3.000 espectadors Àrbitres: Mas, Mitjana, Amorós |

| Manresa |  | Joventut |

| Cinc inicial: | Cinc inicial: | Cinc inicial:     | P   | R   | A   |
| ------------- | ------------- | ----------------- | --- | --- | --- |
| B             | 7             | Joan Creus        | 9   | 8   | 2   |
| A             | 4             | Herbert Jones     | 11  | 4   | 4   |
| A             | 6             | Pere Capdevila    | 12  | 0   | 1   |
| P             | 8             | Bryan Sallier     | 16  | 7   | 1   |
| P             | 11            | Derrick Alston    | 20  | 12  | 1   |
| Suplents:     | Suplents:     | Suplents:         | P   | R   | A   |
| B             | 5             | Jesús Lázaro      | 0   | 0   | 1   |
| E             | 9             | Francisco Vázquez | 5   | 0   | 2   |
| P             | 12            | Enrique Moraga    | 3   | 4   | 0   |
| B             | 13            | Román Montañez    | NVP | NVP | NVP |
| A             | 14            | Lisard Gonzàlez   | NVP | NVP | NVP |
| A             | 15            | Jordi Singla      | 1   | 0   | 0   |
| Entrenador:   |               |                   |     |     |     |
| Luis Casimiro |               |                   |     |     |     |

| Campió Lliga Catalana 1997   |
| ---------------------------- |
| Bàsquet Manresa Primer títol |

| Cinc inicial: | Cinc inicial: | Cinc inicial:    | P   | R   | A   |
| ------------- | ------------- | ---------------- | --- | --- | --- |
| B             | 10            | Andre Turner     | 18  | 3   | 3   |
| E             | 9             | César Sanmartín  | 0   | 2   | 1   |
| A             | 13            | Andrew Toolson   | 11  | 4   | 2   |
| AP            | 5             | Tanoka Beard     | 14  | 5   | 0   |
| P             | 4             | Daniel García    | 6   | 5   | 0   |
| Suplents:     | Suplents:     | Suplents:        | P   | R   | A   |
| B             | 6             | Iván Corrales    | 2   | 0   | 0   |
| P             | 11            | Alfonso Albert   | 7   | 0   | 0   |
| A             | 12            | Ignacio Biota    | 11  | 6   | 0   |
| AP            | 14            | Juan Johnson     | 7   | 7   | 1   |
| AP            | 15            | Francisco Murcia | NVP | NVP | NVP |
| A             | 16            | Josep Pacreu     | NVP | NVP | NVP |
| Entrenador:   |               |                  |     |     |     |
| Alfred Julbe  |               |                  |     |     |     |

| Cinc inicial: | Cinc inicial: | Cinc inicial:     | P   | R   | A   |
| ------------- | ------------- | ----------------- | --- | --- | --- |
| B             | 7             | Joan Creus        | 9   | 8   | 2   |
| A             | 4             | Herbert Jones     | 11  | 4   | 4   |
| A             | 6             | Pere Capdevila    | 12  | 0   | 1   |
| P             | 8             | Bryan Sallier     | 16  | 7   | 1   |
| P             | 11            | Derrick Alston    | 20  | 12  | 1   |
| Suplents:     | Suplents:     | Suplents:         | P   | R   | A   |
| B             | 5             | Jesús Lázaro      | 0   | 0   | 1   |
| E             | 9             | Francisco Vázquez | 5   | 0   | 2   |
| P             | 12            | Enrique Moraga    | 3   | 4   | 0   |
| B             | 13            | Román Montañez    | NVP | NVP | NVP |
| A             | 14            | Lisard Gonzàlez   | NVP | NVP | NVP |
| A             | 15            | Jordi Singla      | 1   | 0   | 0   |
| Entrenador:   |               |                   |     |     |     |
| Luis Casimiro |               |                   |     |     |     |

| Campió Lliga Catalana 1997   |
| ---------------------------- |
| Bàsquet Manresa Primer títol |

| Cinc inicial: | Cinc inicial: | Cinc inicial:    | P   | R   | A   |
| ------------- | ------------- | ---------------- | --- | --- | --- |
| B             | 10            | Andre Turner     | 18  | 3   | 3   |
| E             | 9             | César Sanmartín  | 0   | 2   | 1   |
| A             | 13            | Andrew Toolson   | 11  | 4   | 2   |
| AP            | 5             | Tanoka Beard     | 14  | 5   | 0   |
| P             | 4             | Daniel García    | 6   | 5   | 0   |
| Suplents:     | Suplents:     | Suplents:        | P   | R   | A   |
| B             | 6             | Iván Corrales    | 2   | 0   | 0   |
| P             | 11            | Alfonso Albert   | 7   | 0   | 0   |
| A             | 12            | Ignacio Biota    | 11  | 6   | 0   |
| AP            | 14            | Juan Johnson     | 7   | 7   | 1   |
| AP            | 15            | Francisco Murcia | NVP | NVP | NVP |
| A             | 16            | Josep Pacreu     | NVP | NVP | NVP |
| Entrenador:   |               |                  |     |     |     |
| Alfred Julbe  |               |                  |     |     |     |